# Eldvingad parakit
Eldvingad parakit (Pyrrhura devillei) är en fågel i familjen västpapegojor inom ordningen papegojfåglar.

## Utbredning och systematik
Fågeln förekommer i skogar i norra Paraguay och sydvästra Brasilien (sydvästra Mato Grosso). Den behandlas som monotypisk, det vill säga att den inte delas in i några underarter.

## Status och hot
Arten har ett stort utbredningsområde, men tros minska i antal, dock inte tillräckligt kraftigt för att den ska betraktas som hotad. Internationella naturvårdsunionen IUCN listar arten som livskraftig (LC).

## Namn
Fågelns vetenskapliga artnamn hedrar Émile Deville (1824-1853), fransk naturforskare, taxidermist och samlare av specimen i Peru och Brasilien 1842-1847.